# TWOFC
Tachi Waza Open Finger Championship（タチワザオープンフィンガーチャンピオンシップ　略称はTWOFC(トゥーエフシーまたはティーダブリューオーエフシー)）は日本の格闘技団体。

## 概要
MMA(Mixed Martial Arts＝総合格闘技)で使用されるオープンフィンガーグローブを使用したムエタイルールによる立ち技格闘技。
尚、この競技での格闘技団体としては日本初である。

## 新規性
グローブが小さいためブロックがしにくく、一発の効き目が上がり、指が動かせるため蹴り足をつかみやすく、通常のムエタイよりも急に展開の変わる傾向が強い。

## TWOFC OFG muaythai rule
- 3分3R
- 両手、両肘、両脚、両膝を用いた全ての攻撃と首相撲が有効
- 1Rにおいて3度のダウン、1試合を通して4度のダウンでTKOとなる
- 4ozのオープンフィンガー グローブ着用

## ジャッジ
10ポイントラウンドマスト制

## 階級・王座
| 階級名称       | 体重        | 王者 |
| -------------- | ----------- | ---- |
| ヘビー級       | 102.2kg以上 | 空位 |
| ライトヘビー級 | 102.1kg以下 | 空位 |
| ミドル級       | 93.0kg以下  | 空位 |
| ウェルター級   | 83.9kg以下  | 空位 |
| ライト級       | 77.1kg以下  | 空位 |
| フェザー級     | 70.3kg以下  | 空位 |
| バンタム級     | 65.8kg以下  | 空位 |
| フライ級       | 61.2kg以下  | 空位 |
| ストロー級     | 56.7kg以下  | 空位 |
| アトム級       | 52.2kg以下  | 空位 |

## 選手
| 名前        | 所属                         | タイトル・ランキング                                                |
| ----------- | ---------------------------- | ------------------------------------------------------------------- |
| 桜井力      | COMRADE                      | D-1 65kg王者 RIZINファイター                                        |
| 伊藤来      | 888GYM                       |                                                                     |
| 新垣勇人    | OSC                          | WARDOG CF バンダム級王者                                            |
| 平野凌我    | MTS                          | 英雄伝説アジアトーナメント3位 RISEフェザー級9位                     |
| 進撃のYUUKI | 京都亀岡キックボクシングジム | MAスーパーウェルター級7位                                           |
| 大道翔貴    | teamTED                      | GLADIATOR 初代フェザー級王者                                        |
| ライヤマン  | ナックルズGYM                | KOSスーパーフェザー級王者 DREAMGATEスーパーフェザー級、ライト級王者 |
| 小島佑典    | フリー                       | MAフェザー級10位                                                    |
| HIROKING    | 天神ジム                     |                                                                     |
| MASAKI      | ROYAL KINGS                  | DEEPKick-57.5kg級5位                                                |
| 三宅祐弥    | TIA辻道場                    |                                                                     |
| 刃一輝      | MA二刃会                     | 元MAフェザー級8位                                                   |

## 大会一覧
| 大会名      | 開催年月日     | 会場                   | 開催地       | ゲスト解説 |
| ----------- | -------------- | ---------------------- | ------------ | ---------- |
| TWOFC vol.0 | 2019年12月22日 | 神戸ファッションマート | 兵庫県神戸市 | 仮面女子   |
| TWOFC vol.1 | 2021年12月12日 | コレガスタジオ         | 大阪府大阪市 | 斗麗       |
| TWOFC vol.2 | 2022年5月15日  | コレガスタジオ         | 大阪府大阪市 | 弘輝       |
| TWOFC vol.3 | 2022年9月4日   | コレガスタジオ         | 大阪府大阪市 | 品川朝陽   |
| TWOFC vol.4 | 2022年11月27日 | コレガスタジオ         | 大阪府大阪市 | 吉成名高   |
| TWOFC vol.5 | 2023年3年26日  | コレガスタジオ         | 大阪府大阪市 | 奥脇竜哉   |

## 解説者
元J-NETWORK スーパーライト級王者･第2代GLADIATORバンダム級王者である、寒川慶一氏

## 実況者
山本泰資

## 公式サポーター
TEN6(テンシックス)
大阪・天神橋筋商店街とその界隈を拠点に活動しているアイドル、ダンスボーカルユニット
インタビュー、会場レポートなどを担当
メンバーの志築杏里は格闘技観戦が趣味
また、ラウンドガールにはアイドルグループ「仮面女子」「仮面女子west」が就任。

## 公式サイト
- http://twofc.net/